# Ultra (album)
Ultra este al nouălea album de studio al formației Depeche Mode.

## Ediții și conținut

### Ediții originale (CD)
Ediție comercială în Marea Britanie
- cat.# CD STUMM 148 (album pe CD, lansat de Mute)

Ediție promoțională în Marea Britanie
- cat.# PCD STUMM 148 (album pe CD, lansat de Mute)

Ediție comercială în SUA
- cat.# 9 46522-2 (album pe CD, lansat de Reprise)

Ediție promoțională în SUA
- cat.# 2-46522-AB (album promoțional pe CD, lansat de Reprise, în avans)

Ediție comercială în Japonia
- cat.# TOCP-50158 (album pe CD, lansat de Toshiba - EMI)

1. "Barrel Of A Gun" – 5:35
2. "The Love Thieves" – 6:34
3. "Home"  – 5:42
4. "It's No Good"  – 5:58
5. "Uselink"  – 2:21
6. "Useless"  – 5:12
7. "Sister Of Night"  – 6:04
8. "Jazz Thieves"  – 2:54
9. "Freestate"  – 6:44
10. "The Bottom Line"  – 4:26
11. "Insight"  – 6:26
12. "Junior Painkiller" (bonus track) – 2:11*

- Toate cantecele au fost compuse de Martin L. Gore.
- * Piesa "Junior Painkiller" nu este menționată la cuprins, fiind hidden bonus track.

### Edițiile pe vinil (12") și casetă audio (MC)
Aceste ediții sunt identice cu varianta pe CD, numai că, datorită specificului materialului care nus suportă multă informație pe o față, sunt împărțite în părți.
Ediții comerciale în Marea Britanie
- cat.# STUMM 148 (album de vinil de 12", lansat de Mute)
- cat.# C STUMM 148 (album pe casetă audio - MC, lansat de Mute)

fața A:
1. "Barrel Of A Gun" – 5:35
2. "The Love Thieves" – 6:34
3. "Home"  – 5:42
4. "It's No Good"  – 5:58
5. "Uselink"  – 2:21
6. "Useless"  – 5:12

fața B:
1. "Sister Of Night"  – 6:04
2. "Jazz Thieves"  – 2:54
3. "Freestate"  – 6:44
4. "The Bottom Line"  – 4:26
5. "Insight"  – 6:26
6. "Junior Painkiller" (bonus track) – 2:11*

- Toate cantecele au fost compuse de Martin L. Gore.
- * Piesa "Junior Painkiller" nu este menționată la cuprins.

### Discul de interviu
CD-ul de interviu în Marea Britanie
- cat.# VERBONG 2 (CD promoțional de interviu, lansat de Mute)

1. Interview with Depeche Mode

### Box promoțional
Box promoțional în Marea Britanie
- cat.# BX STUMM 148 (Box promotional lansat de Mute)

Conține ediția promoțională a albumului (cat.# PCD STUMM 148), un VHS cu Electronic Press Kit (cat.# V STUMM 148) și un tricou promoțional.

## Single-uri

### În Europa
1. "Barrel of a Gun" (3 februarie 1997)
2. "It's No Good" (31 martie 1997)
3. "Home" (16 iunie 1997)
4. "Useless" (20 octombrie 1997)

### În SUA
1. "Barrel of a Gun" (28 ianuarie 1997)
2. "It's No Good" (15 aprilie 1997)
3. "Home / Useless" (4 noiembrie 1997)